# Nudaurelia maranguensis
Nudaurelia maranguensis is een vlinder uit de familie nachtpauwogen (Saturniidae). De wetenschappelijke naam van deze soort is voor het eerst geldig gepubliceerd in 2009 door Philippe Darge.
De soort komt voor in het Afrotropisch gebied.

## Type
- holotype: "male, 24.VII.2009. leg. Ph. Darge. genitalia slide Darge SAT 785"
- instituut: Collectie Philippe Darge, Clénay, Frankrijk
- typelocatie: "Tanzania, East Kilimanjaro, Marangu Upper Montane Forest, 03°13.001'S 037°31.197'E, 2160 m"